# Helga Vockenhuber
Helga Vockenhuber (Mondsee, 1963) è un'artista e scultrice austriaca. Le sue opere fanno parte di numerose collezioni pubbliche e private.

## Vita
Helga Vockenhuber è cresciuta con due fratelli nei pressi di Salisburgo. Dopo aver completato la formazione come odontotecnica, ha avviato un'attività propria come designer di gioielli. Inoltre, ha lavorato come formatrice di stampi per la provincia dell'Alta Austria, occupandosi della riproduzione di importanti sculture. Da oltre tre decenni Vockenhuber si dedica alla creazione artistica indipendente. A intervalli di circa due anni realizza una nuova scultura monumentale.
Vive tra Mondsee (Austria) e Pietrasanta (Toscana, Italia), dove nel suo studio realizza sculture monumentali in bronzo.

## Opere d'arte

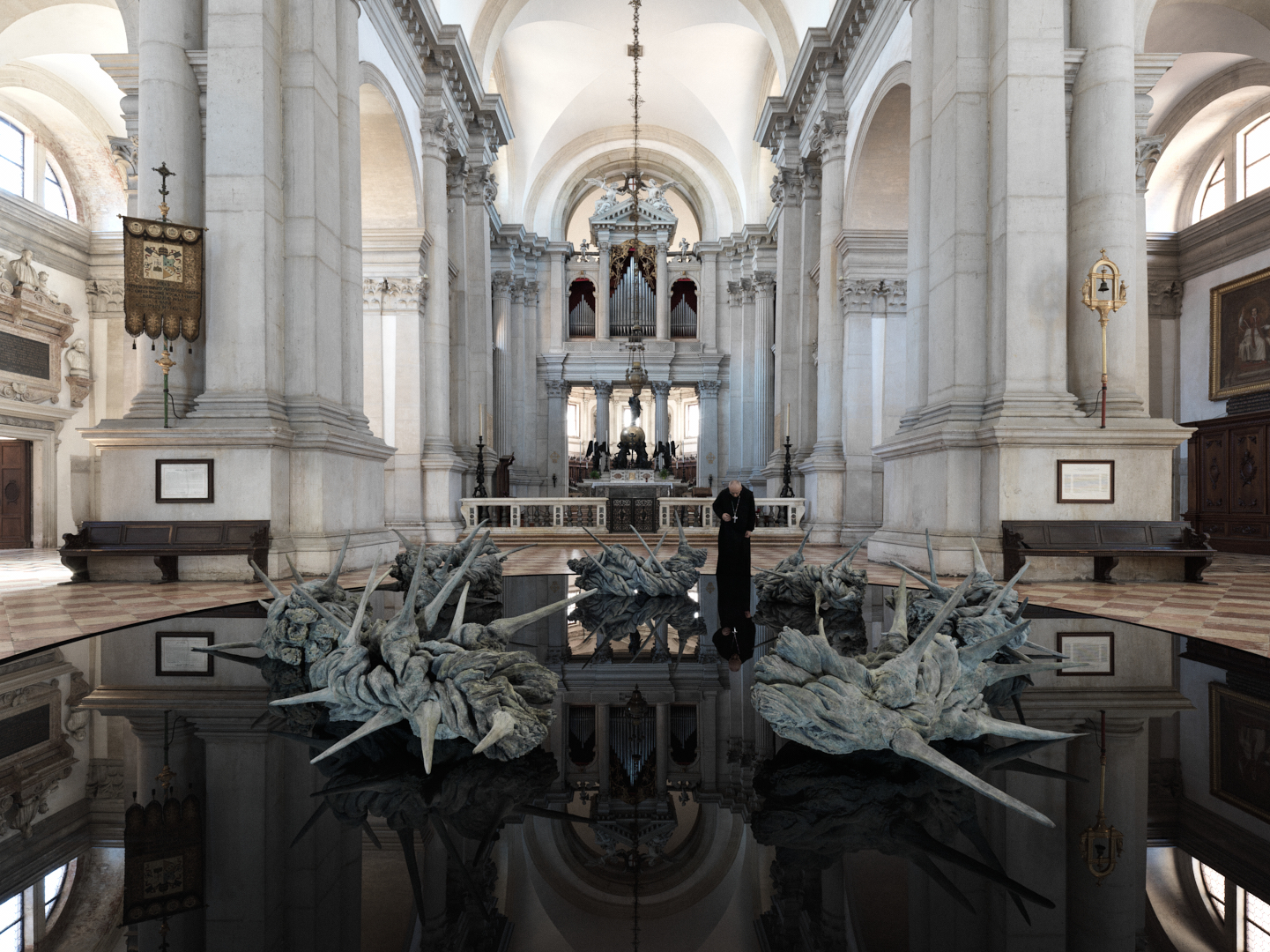
broken crown of thorns nella mostra Belonging (Venezia 2023)

Le sculture di Vockenhuber affrontano le questioni centrali delle religioni mondiali e il percorso dell'individuo verso la pace interiore e la scoperta di sé. Per la sua opera in bronzo "Contemplazione" ha ricercato la sensualità spirituale del corpo umano e fondendovi i tratti caratteristici di persone di diversa origine. "Voglio dare un'anima alla vita di tutti i giorni", afferma, "e creare cose che cambino il modo in cui le persone vedono il mondo". La sua arte riguarda il “superamento della confusione di una società che ha apparentemente bandito il concetto di anima dal suo orizzonte culturale”, come afferma Gerhard Zschock nel libro “Soli Deo Gloria”. L'universo simbolico della sua arte si concentra attorno a tre assi spirituali: il volto, il corpo e il cosmo. La figuratività dei gigli e delle rose nell'opera di Vockenhuber rimanda al desiderio insaziabile di armonia attraverso la rappresentazione del cosmo. Nella simbologia e nella cultura italiana il giglio è considerato maschile, mentre la rosa è considerata femminile. Nel contesto cristiano, il giglio e la rosa simboleggiano la purezza e l'innocenza, temi fondamentali che temi centrali nell’arte di Helga Vockenhuber. Le sue opere mirano a guidare l'umanità nel suo cammino verso la serenità interiore e la scoperta di sé, con l'obiettivo di ritornare all'innocenza perduta e alla purezza del paradiso, dove le rose sbocciavano ancora senza spine. Questa idea di uno stato di perfetta armonia e innocenza è supportata da leggende che narrano che le spine vennero al mondo solo dopo la Caduta. L'arte di Vockenhuber manifesta quindi il desiderio di un ritorno a questo stato paradisiaco, invitando gli spettatori a superare i propri conflitti interiori e a trovare la strada verso l'integrità e la bellezza originarie della natura e della vita.

## Sculture selezionate

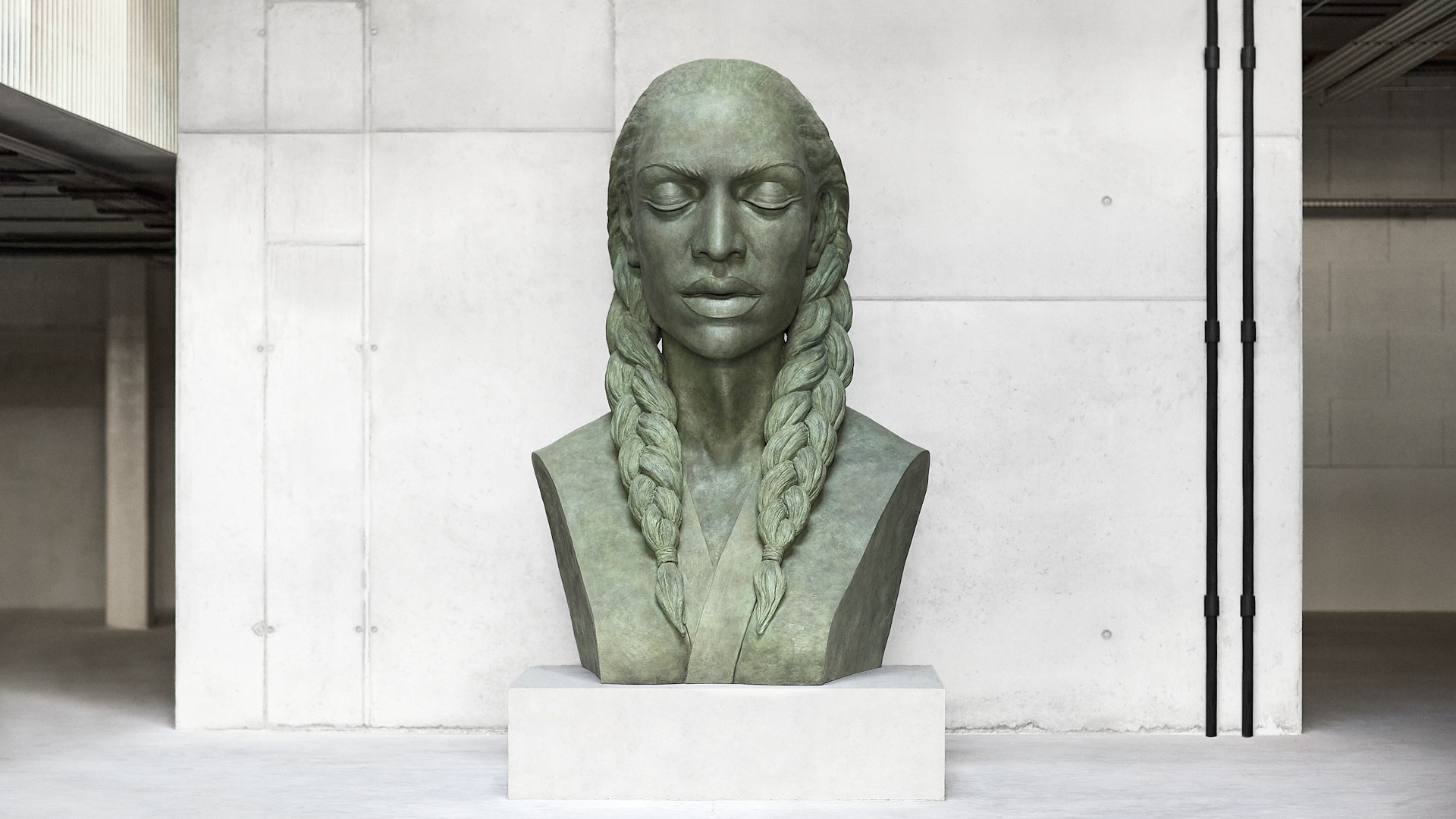
Maddalena
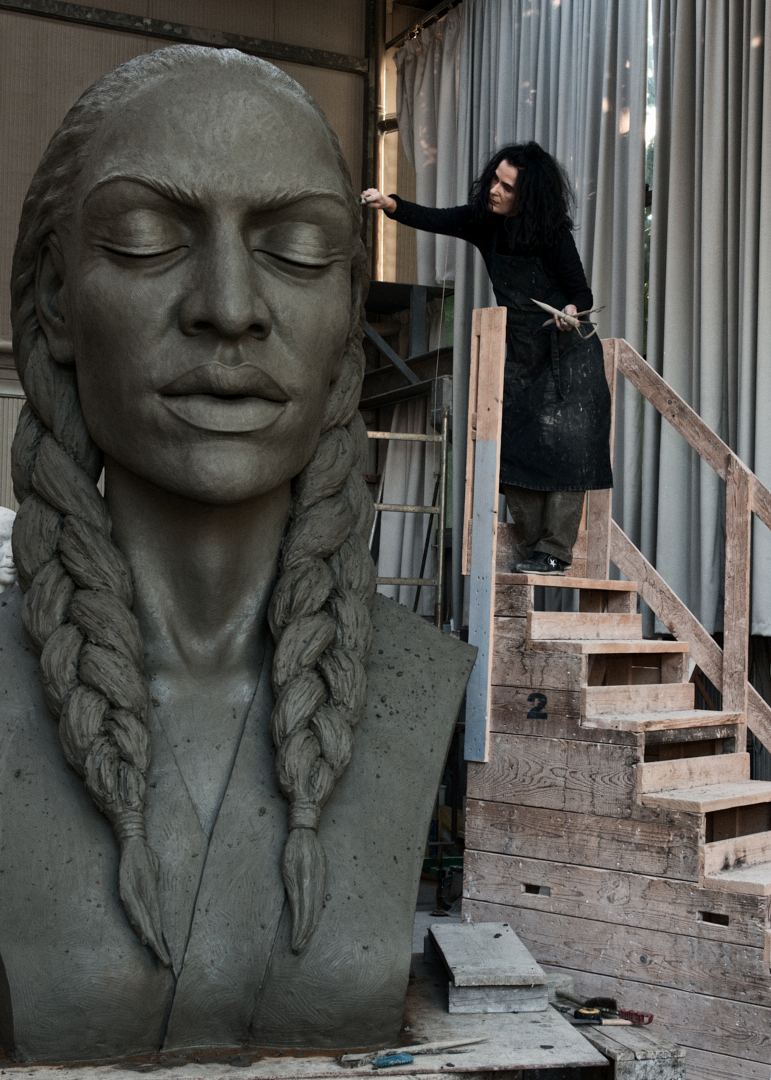
Maddalena modellata a mano in argilla
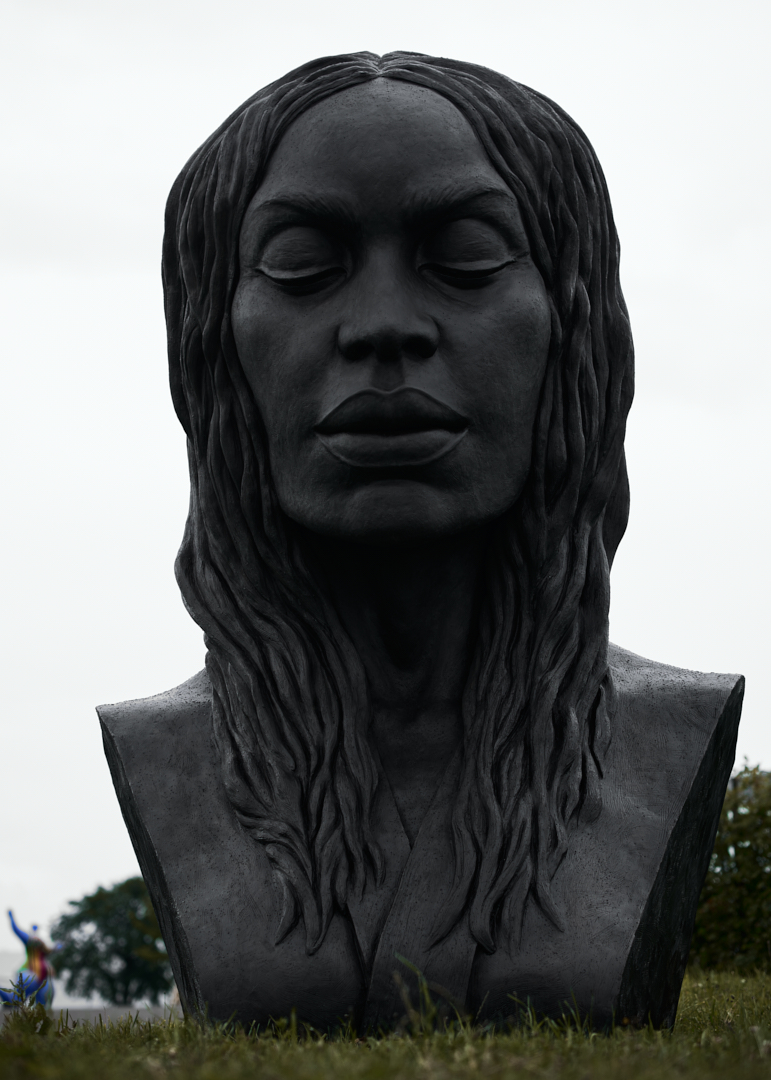
Nuova Eva
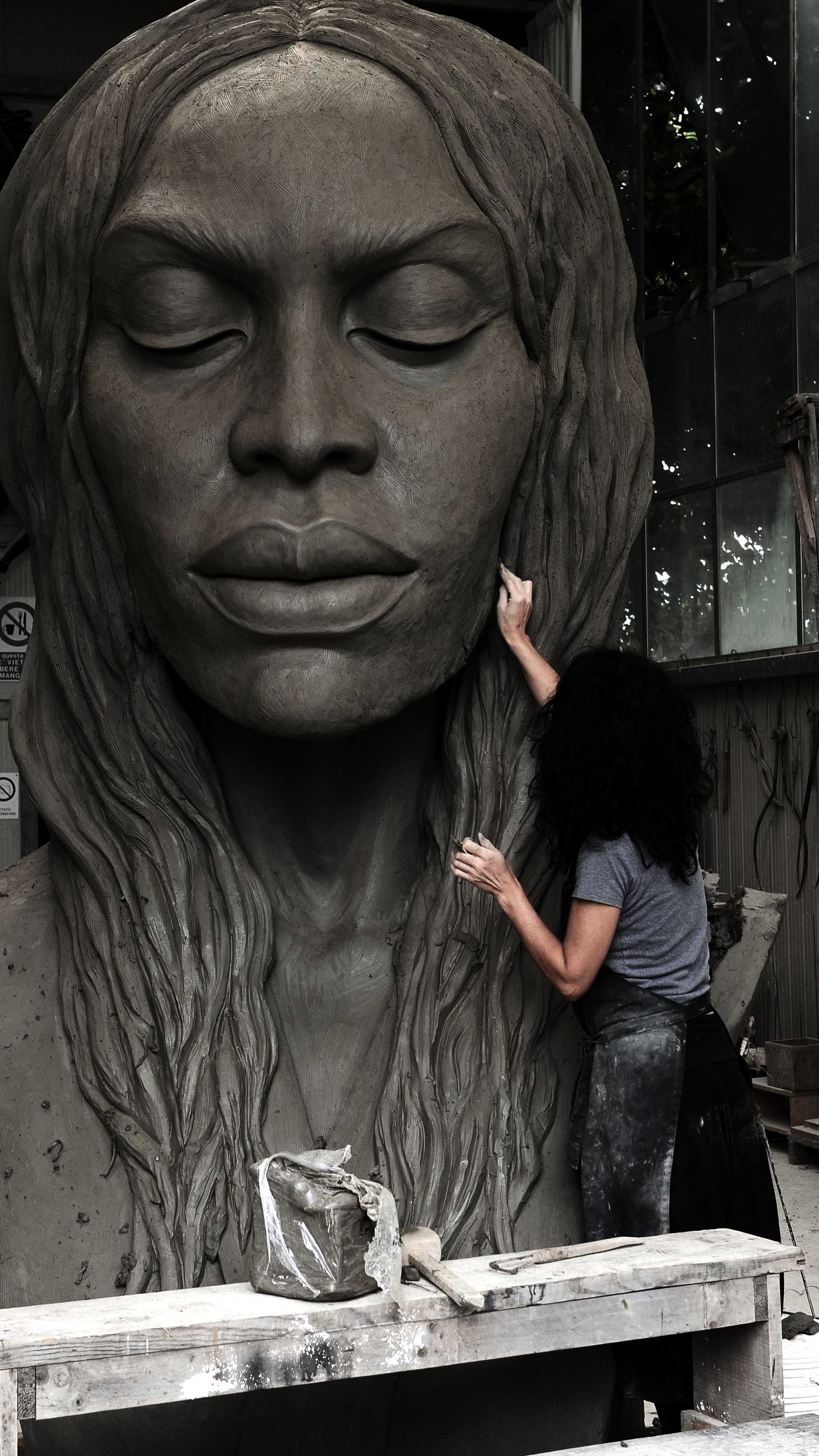
Nuova Eva modellata a mano in argilla

## Mostre personali (selezione)
- 2007: Contemplazione, Museum der Moderne Salisburgo, Salisburgo
- 2009: L'Eccesso e la Misura, Arte & Città, San Giovanni in Persiceto, Bologna
- 2010: I gigli, del Chiaro Artconnection, Lucca
- 2013: I gigli del mare, Forte dei Marmi
- 2014: Helga Vockenhuber - Castello Leopoldskron, Salisburgo
- 2015: Il Dono dell'Armonia I, Palazzo Piccolomini  e Duomo di Pienza, Piazza Pio II, Pienza[6]
- 2015: Il Dono dell'Armonia II, Villa Bardini, Firenze
- 2015: Il Dono dell'Armonia III, Palazzo Medici Riccardi, Firenze[7]
- 2016: Helga Vockenhuber - contemplazione, un dialogo spirituale di sculture sulla bellezza e la purezza dei fiori, Paul Smith, Amburgo
- 2017: Helga Vockenhuber - Italian Seagroup, The Italian Sea Group, Marina di Carrara[8]
- 2018: Helga Vockenhuber - 7. Triennale svizzera di scultura, Bad Ragaz[9]
- 2019: Gigli della Laguna, Palazzo Pisani Gritti, Venezia
- 2020: Würth e l'arte all'aperto, Museo Würth 2, Künzelsau
- 2021: Museo dell'arte nell'albero, Museo dell'albero Enea, Rapperswil-Jona
- 2023: Appartenenza. Nell'ambito della Biennale di Architettura, Basilica di San Giorgio Maggiore, Venezia[10]
- 2023: le rose della mente, Fünf Höfe, Monaco di Baviera[11]
- 2024: Mediatiando il segreto d'ogni vita. Palazzo Papadopoli, Venezia[12]

## Fiere d'arte (selezione)
- 2007: Art Miami, America
- 2007: Shanghai Fine Jewellry & Art Fair, Cina
- 2007: Moscow World Fine Arts Fair, Russia
- 2008: Bridge Art Fair, New York, America
- 2008: Residenz Salzburg, Austria
- 2008: Art & Antiques, Dubai
- 2008: Palm Beach 1 / Palm Beach 2 / Palm Beach 3; America

## Pubblicazioni
Monografie e cataloghi di mostre curati o con la collaborazione del curatore Giuseppe Cordoni:
- Il Dono dell'Armonia. 2013
- Soli Deo Gloria. 2013
- L’anima trovata. 2013[13]
- Omaggio dei poeti versiliesi a Helga Vockenhuber. 2014
- Ich möchte dem Alltag eine Seele geben. 2014